# Sümeghy Ferenc
Lovászi és szentmargitai Sümeghy Ferenc Imre (Söjtör, Zala vármegye, 1819. október 19. – Söjtör, Zala vármegye, 1869. április 26.) Zala vármegyei jogász, földbirtokos, politikus, főszolgabíró, a Deák-párt országgyűlési képviselője, a "Zalavármegyei Gazdasági Egyesület" tagja. A lovászi és szentmargitai Sümeghy család utolsó férfi tagja.

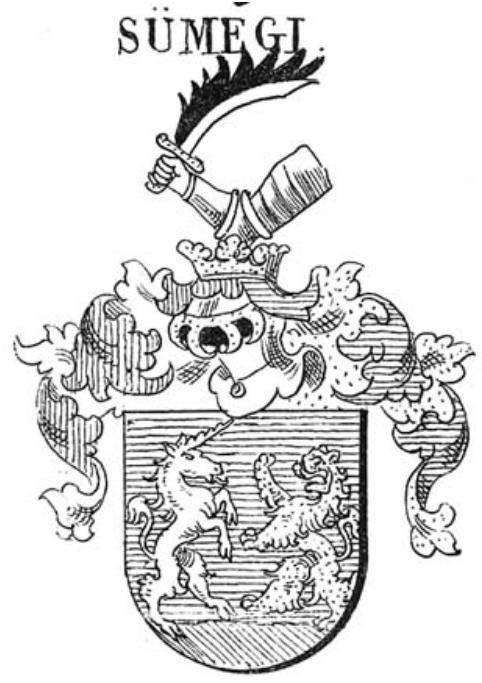
A lovászi és szentmargithai Sümeghy család címere

## Családja és származása

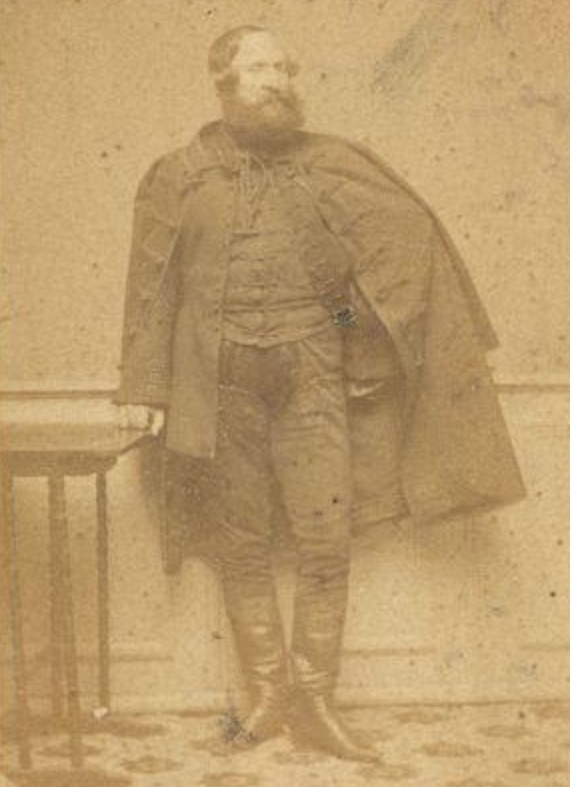
Lovászi és szentmargitai Sümeghy Ferenc országgyűlési képviselő, földbirtokos

A Zala vármegyei nemesi származású, lovászi és szentmargitai Sümeghy család sarja. Édesapja lovászi és szentmargitai Sümeghy József (1757–1832), zalai alispán, királyi tanácsos, táblabíró, söjtöri földbirtokos. Édesanyja Málits Rozália (1791–1851) volt. Sümeghy Ferenc igen késői gyerek, édesapja 62 éves volt, amikor a második felesége világra hozta őt. Ferenc alig 13 éves korában vesztette el az édesapját. Apai nagyszülei Sümeghy Ferenc, táblabíró, földbirtokos és pókafalvi Póka Marianna (1728–1797) voltak. Keresztszülei szenttamási Bertalan Tamás (1787–1827), táblabíró, földbirtokos és neje, nagymádi és várbogyai Bogyay Anna Mária (1790–1833), voltak. Bátyja lovászi és szentmargitai Sümeghy Mihály (1793–1848 után?) táblabíró, konzervatív politikus a reformkori Zalában, jogász, birtokos volt. Unokatestvérei nagynénje, boldogfai Farkas János zalai főjegyzőné lovászi és szentmargitai Sümeghy Judit (1754–1820) úrnő révén, boldogfai Farkas János Nepomuk (1774–1847), táblabíró, Zala vármegye helyettes alispánja és öccse, boldogfai Farkas Ferenc (1779–1844), jogász, táblabíró voltak. Egyik sógora felsőeőri Bertha Ignác (1780–1847), Vas vármegye alispánja, táblabíró, földbirtokos, akinek a neje lovászi és szentmargitai Sümeghy Judit Marianna (1791–1880) úrnő; a másik sógora Kerkapoly Mór (1821–1888) jogász, 1848-as szabadságharc őrnagy, országgyűlési képviselő, földbirtokos, a "Zalavármegyei Gazdasági Egyesület" tagja, akinek a hitvese lovászi és szentmargitai Sümeghy Mária (1823–1903) asszony volt.

## Élete
Sümeghy Ferenc Nagykanizsán járt gimnáziumba, később Szombathelyen bölcsészet hallgató volt, majd 1838-ban végezte a jogi tanulmányait a Győri Királyi Jogakadémián. Hamarosan a kapornaki járás alszolgabírája lett (annak a választókerületnek, és járásnak is, Nagykanizsa volt a székhelye). 1841. augusztus 2. és 1844. június 10. között a kapornaki járás alszolgabírája, majd 1844. június 10. és 1849. október 31. között, ugyanannak a járásnak a főszolgabírája lett.
A császárhű édesapja ellenére Sümeghy Ferenc liberális érzelmű volt: a reformkorban és főleg az 1848-as szabadságharcban, fontos szerepet töltött be Zalában. 1845-ben önkéntes adózást vállalt, a következő évben meggyőződéses ellenzékiként jellemezték. Közeli barátságot ápolt a szintén söjtöri születésű Deák Ferenccel, akinek a politikai eszmeit nagyban támogatta. A már nehezen tűrhető abszolutizmus alatt ő volt az első a megyegyűlésen, aki kijelentette, hogy nem volt hajlandó tovább szolgálni.
1848. július 6-án a kapornaki járásból Sümeghy Ferenc vezetésével 1200 nemzetőr érkezett Nagykanizsára, és onnan Muraközbe küldték tovább őket.
1848. május elején az egyik jó barátja, Tomassich József zágrábi ügyvéd, a horvát radikális párttól menekülve, a söjtöri birtokán lakott egy ideig (Tomassich Józsefnek a fia Tomassich Miklós, a majdani horvát bán volt).
A szabadságharc leverése után nem fordított hátat a politikának, tovább vállalt közszerepet Deák Ferenc mellett, és Zalában továbbra is az egyik leglelkesebb támogatója volt a "Haza Bölcse" politikai reformjainak. A szabadságharc után, Bogyay Lajos megyefőnöksége alatt, 1859-től 1860-ig nem vállalt állást. 1861-ben Sümeghy Ferenc a Felirati Párt Nagykanizsa első kormánypárti képviselője lett, később, 1865-ben és 1869-ben a Deák-párt kanizsai országgyűlési képviselője lett. A vármegye gazdasági életében mindig tekintélyes és tevékeny szerepet játszott a "Zalavármegyei Gazdasági Egyesület", amely 1861. március 5-én alakult a vármegye közgazdasági életében nagy és értékes működést kifejtett és köztiszteletben álló nyírlaki Tarányi-Oszterhuber József elnöklete alatt. Sümeghy Ferenc tevékeny szerepett töltött be az 1860-as évek első felében az akkoriban virágzó vármegyei közéletben is: előbb a Zala vármegyei nemesi pénztár jegyzője, majd a Zalavármegyei gazdasági egyesület szakosztályi elnöke lett. Az 1869-ei kanizsai választás lezajlott, mégis pótválasztás elrendelésére került sor. A március 22-én megválasztott Sümeghy Ferenc ugyanis 1869. április 26-án tüdőszélhűdés következtében meghalt Söjtörön.
1869. április 19-ére volt a nap kitűzve, melyen Nagykanizsán Sümeghy Ferencet ünnepélyesen fogadják, azonban az előtte való nap neje által irt levelet vettek az ottaniak, melyben értesültek beteg állapotáról. Az ünnepély tehát elmaradt; ez alkalommal irt politikai programiját, azaz utolsó művét és kéziratát bírva, ahelyett, hogy ő mondotta volna el, iránti kegyeletből minden változtatás és kommentár nélkül egész terjedelmében közölték a Zala-Somogy közlöny 1869. május elseji kiadásában. Kijelentette például azt, hogy: "Hogy szabadsagharczunk uj stádiumba lépett, melyben alkotmányunkat nem idegen hatalom, hanem a nemzet demoralisatiojára törekvő bel ellenség veszélyézteti inkább, arról mindenkit meggyőzhettek a befejezett képviselő választásoknál észlelhetett szenvedélyes izgatások. A törvényhozás előtt álló ezen uj, s az előbbinél a nemzet értelmiségének jó akaró támogatósára van mindenek fölött szükségünk; mert alkotmányos szabadságunk drága életét a választók bizalmából a törvényhozás asztala körül tanácskozó orvosok csak ugy menthetik meg; ha a nemzeti lét, — vagy nem lét veszélyes crisisinek lefolyása alatt kezet fogva virrasztunk a nehéz beteg ápolásával foglalkozó nemzeti értelmiség hivatásszerű kötelességét bőven teljesítve az orvosok és gyógymód iránti bizalmat éleszti, és a gyógyszerek rendes alkalmazásáról gondoskodva biztosítja hatásukat." Azt is fejezte ki, hogy:"Minő állást foglalok én el az alkotmányos kiegyezési alap megvédésénél azt ugy hiszem mondanom sem kell; mert a védelem kötelességét az alkotásboni következetes részvét, és tisztelt választóimnak ez újabbi irányomban ujabbi nyilvánított bizalma szabják előmbe." Valamint azt is, hogy: "A szellemi miveltség, és anyagi jólét a szabadság legbiztosabb támaszai, alkotmányos szabadságunk biztosításának ezen két tényezőjét teljes áldozat készséggel gyámolitni, s virágzásra emelni hazafiúi törekvésein elsőbbjének tekintem." Róla az újságban pedig úgy emlékeztek, hogy: "A visszaemlékezés bizonyára édesen melengető, mert nem mindennapias örömbuborék volt az élet tengerén, hanem tiszta gyöngy népbizalom drága koszorújából."
Az 1897-es mezőgazdasági összeírásban özvegy lovászi és szentmargitai Sümeghy Ferencné séllyei Séllyey Magdolna asszonyság jómódú zalai köznemesi birtokosnak számított: pontosan 1391 kataszteri holddal rendelkezett Söjtörön, 196 szarvasmarhája, 45 lova, 125 sertése, és  1452 juha volt. Sümeghy Ferenc volt a család utolsó férfi tagja, majd lányaival végleg kihalt a Sümeghy család. Söjtörön körülbelül 1200 kataszteri holdat birtokolt, a Sümeghy leánytestvérek halála után, leszármazottjai osztották meg a földet: Csertánné 600 kh-as, Farkasné 596 katasztrális holdnyi birtokrészt szerzett.

## Házassága és gyermekei
1848. április 30-án vette feleségül Söjtörön séllyei Séllyey Magdolna Rozália Mária Krisztina (*Nemesszer, 1822. március 7. –†Söjtör, 1901. november 23.) kisasszonyt, akinek a szülei séllyei Séllyey Elek (1788–1850) zalai alispán, földbirtokos és nemes Csertán Rozália (1794-1855) voltak. Az apai nagyszülei séllyei Séllyey János, táblabíró, alszolgabíró, földbirtokos, és komori Bedekovich Magdolna voltak. Az anyai nagyszülei nemes Csertán Károly (1768-1832), táblabíró, a kapornaki járás főszolgabírája, földbirtokos és nemes Vargha Rozália (1775-1848) voltak. A Séllyey család földbirtokos lett Söjtörön a 18. század elején, amikor Sümeghy Ferencné Séllyey Magdolna ősapja, Séllyey István, berényi tiszttartó, földbirtokos feleségül vette  a petrikeresztúri Patay családnak a sarját, petrikeresztúri Patay Judit kisasszonyt, akinek a szülei idősebb Patay István (fl. 1697–1724), teskándi, söjtöri és tófeji földbirtokos, esküdt, és bánszegi Bán Erzsébet (1656–1736) voltak. Az esküvői tanuk Tarányi-Oszterhuber József (1792–1869), táblabíró, földbirtokos, és a menyasszony fivére séllyei Séllyey László (1817–1886), földbirtokos, a muraközi járás főszolgabírája voltak. Sümeghy Ferencné Séllyey Magdolna leánytestvére séllyei Séllyey Emília (1821–1896), akinek a férje nárai Szabó Imre (1823–1904), 1848/49-ik vezérkari őrnagy a hadügyminisztérium, Csáktornya országgyűlési képviselője, a Zala megyei Honvédegylet tagja, földbirtokos. Sümeghy Ferenc és Séllyey Magdolna házasságából született:
- Sümeghy Mária Karolina Rozália (*Söjtör, 1849. május 16. –†Söjtör, 1885. szeptember 9.), aki hajadonként hunyt el.[17]
- Sümeghy Magdolna Emília (*Söjtör, 1855. április 9. –†Alsóbagod, 1929. október 16.). Férje: nemes Csertán Károly Imre (*Nemesapáti, Zala vármegye, 1845. október 27. –†Alsóbagod, Zala vármegye, 1919. május 25.), jogász, 20 évig Zala vármegye alispánja, földbirtokos, a Zalamegyei nemesi és alapítványi választmány tagja, a "Zalamegyei Gazdasági Egyesület" tagja.
- Sümeghy Rozália (*Söjtör, 1857. december 19. –†Felsőbagod, 1924. március 27.). Férje: boldogfai Farkas József (*Alsóbagod, Zala vármegye, 1857. január 28. –†Söjtör, Zala vármegye, 1951. október 17.), politikus, jogász, földbirtokos, a Katolikus Néppárt országgyűlési képviselője, Zala vármegyei közigazgatási bizottságának a tagja, a Zala megyei nemesi pénztár gondnoka, a "Zalavármegyei Gazdasági Egyesület"nek a tagja, a legitimizmus.

## Emléke
A korai halála után, a felesége, Séllyey Magdolna, egy ösztöndíjat alapított, amely évente egy gyerek teljes költségét fedezte a nagykanizsai piaristák főgimnáziumánál. Ez a Sümeghy Ferencz-féle ösztöndíj több évtizedig volt érvényben.